# Ban Phone
Ban Phone – miasto w południowej części Laosu, w prowincji Xékong, której jest stolicą.